# Tối Trừng
Tối Trừng (zh. zuìchéng 最澄, ja. saichō), 767-822, cũng được gọi là Truyền giáo Đại sư (伝教大師), là người thành lập tông Thiên Thai Nhật Bản.

## Cơ duyên và hành trạng
Sư lưu tâm đến Phật pháp từ lúc mới 12 tuổi, sư trở thành đệ tử của Hành Biểu (zh. 行表, ja. gyōhyō) trú trì chùa Quốc Phân (zh. 國分寺, ja. kokubunji) ở Cận Giang (zh. 近江, ja. ōmi) vào lúc 14 tuổi, và sau khi thụ giới cụ túc vào năm 19 tuổi tại chùa Đông Đại (東大寺, ja. tōdaiji), Sư đến núi Tỉ Duệ (zh. 比叡山, ja. hiei) để tu tập thiền quán và nghiên cứu về Hoa Nghiêm tông. Nhưng sư say mê nhất giáo lý của tông Thiên Thai, điều mà sư trở nên quen thuộc qua đọc các tác phẩm của ngài Trí Khải. Sư nổi tiếng là một học giả uyên bác đến mức sư được Hoàng đế Kammu ban tặng cho một cơ hội sang Trung Hoa nghiên cứu Phật pháp, với mục đích tạo dựng nên một sắc thái Phật giáo tương ứng với bản sắc Nhật Bản. Sư đáp thuyền đi năm 804 cùng với người bạn đồng hành là Không Hải (zh. 空海, ja. kūkai). Tại Trung Hoa, sư trở thành môn đệ của Ngưu Đầu thiền với Thiền sư Tiêu Nhiên (zh. 翛禪). Sư nghiên cứu tông Thiên Thai với cao tăng Đạo Thuý (zh. 道邃), nghiên cứu Chân Ngôn tông với Thuận Hiểu (zh. 順曉), trong đó không có giáo lý nào còn tồn tại như một tông phái độc lập ở Nại Lương. Sư trở về Nhật Bản vào năm sau, và vào năm 806 Sư chính thức thành lập Thiên Thai tông Nhật Bản. Dù chịu ảnh hưởng giáo lý tông Thiên Thai nhiều nhất, nhưng qua mối quan hệ với Không Hải, Sư vẫn quan tâm sâu sắc đến Chân Ngôn tông. Thế nên, hệ thống giáo lý riêng của Sư có khuynh hướng hoà hợp. Sư dành thời gian còn lại của đời mình để truyền bá kiến thức Phật học của mình cho Phật tử quanh vùng núi Tỉ Duệ, nhưng gặp phải sự chống đối thường xuyên với những tông phái đã được thành lập từ trước, đặc biệt là về những cải cách mà sư đang nỗ lực thực hiện, như việc sư tìm kiếm sự hợp lý hoá một vài nghi thức truyền thụ giới pháp Đại thừa. Sư viết rất nhiều, một trong những tác phẩm quan trọng là Thủ hộ quốc giới chương (zh. 守護國界章, ja. shugo kokkaishō), Pháp Hoa tú cú (zh. 法華秀句, ja. hokkeshūku) và Hiển giới luận (zh. 顯戒論, ja. kenkairon).
Chủ trương của Thiên Thai tông tại Nhật không khác gì với Thiên Thai tại Trung Quốc. Đó là quan điểm đặt cơ sở trên kinh Diệu pháp liên hoa, trên lời thuyết pháp thật sự của Phật Thích-ca. Sư cho rằng các tông phái khác hay dựa trên các luận giải, chứ không phải trên kinh điển chính thức của đức Phật nên Thiên Thai tông ưu việt hơn. Sư cũng có quan điểm khác với các tông phái khác và nhấn mạnh đến tính thống nhất và bao trùm của Thiên Thai tông. Tính bao trùm thể hiện trong luận điểm mọi chúng sinh đều có khả năng giác ngộ và thành Phật. Tính này cũng thể hiện trong Phật tính, là tính chất chung nhất của mọi chúng sinh. Đối với Sư, muốn đạt Phật quả, hành giả phải sống một đời sống trong sạch và tu tập Chỉ-Quán.
Sư quan tâm giữ gìn mối quan hệ với hoàng gia đương thời. Núi Tỉ Duệ được xem là "Trung tâm bảo vệ quốc gia" của Nhật và xem Đại thừa Phật giáo là người bảo vệ đất nước Nhật. Sư chia tăng sĩ học trong thiền viện mình ra làm nhiều hạng: những người xuất sắc nhất được xem là "bảo vật của quốc gia" và phải ở trong chùa, phụng sự đất nước. Những người kém hơn thì cho vào các công sở, dạy học hoặc làm nhà nông, nói chung là phục vụ xã hội.